# Lyudmila Shevtsova
Lyudmila Ivanovna Shevtsova (née:Lysenko) (Taman, 26 de novembro de 1934) é uma meio-fundista soviética, ex-competidora dos 800 metros.
Em 3 de junho de 1960, ela estabeleceu um novo recorde mundial para a distância, 2m04s3, numa competição em Moscou. Dois meses depois, igualou o próprio recorde vencendo os 800 m nos Jogos Olímpicos de Roma, conquistando a medalha de ouro com novo recorde olímpico igual ao  recorde mundial.
Por seus feitos, foi condecorada com a Ordem da Bandeira Vermelha do Trabalho pelo governo da União Soviética.